# 616
Évszázadok: 6. század – 7. század – 8. század
Évtizedek: 560-as évek – 570-es évek – 580-as évek – 590-es évek – 600-as évek – 610-es évek – 620-as évek – 630-as évek – 640-es évek – 650-es évek – 660-as évek
Évek: 611 – 612 – 613 – 614 –  615 – 616 – 617 – 618 – 619 – 620 – 621

## Események

### Bizánci Birodalom
- A Jeruzsálemet megszálló perzsák átadják a várost a velük szövetkező zsidóknak. Vezetőjük, Nehemia ben Husiél kezdeményezi a Templom újjáépítését és új főpap választását. Néhány hónappal később azonban a keresztény lakosság fellázad és a zsidók Sarbaraz perzsa főparancsnokhoz menekülnek Kaiszareiába. A perzsák rövidesen visszafoglalják a várost.
- Kis-Ázsiában Sáhén Vahúmanzádagán pusztít és fosztogatja a városokat, többek között Szardeiszt.

### Európa
- Meghal Agilulf longobárd király. Utóda 14 éves fia, Adaloald, aki helyett anyja, Theodelinda kormányoz régensként.
- Meghal Æthelberht, Kent keresztény királya. Utóda pogány fia, Eadbald. Röviddel később meghal unokaöccse és vazallusa, Sæberht essexi király is, aki erőteljesen támogatta a katolikus térítést. Három pogány fia, Sexred, Sæward és Sigeberht elűzi Mellitus londoni püspököt, aki Galliába menekül.
- Æthelfrith, Bernicia és Deira királya jelentős összeget ígér Rædwald kelet-angliai királynak, ha kiadja hozzá menekült riválisát, Edwint. Mikor visszautasítják háborúval fenyegetőzik, mire Rædwald ellene vonul és az Idle folyó mentén döntő győzelmet arat, maga Æthelfrith is elesik a csatában. Edwin elfoglalja Bernicia és Deira trónját; Æthelfrith fiai, Eanfrith, Oswald és Oswiu északra menekülnek.

### Arábia
- A mekkai konfliktus tovább éleződik, a többistenhívő Kurajs törzs nem hajlandó kereskedni Mohamed klánjával, a Banú Hásimmal. Mohamed unokatestvére, Dzsafar ibn Abí Ṭálib az afrikai Akszúmba menekül.

### Kína
- Lázadások törnek ki a monumentális építkezései, vesztes külföldi háborúi miatt népszerűtlen Jang császár ellen, a fővárosi újévköszöntőn húsz tartomány küldöttei hiányoznak. A császár udvaroncai tanácsára a fővárosból, Lojangból délre, a biztonságosabb Csiangtuba vonul át. Összecsapásokra kerül sor, amelyekből hol a felkelők, hol a császári csapatok kerülnek ki győztesen.

## Halálozások
- február 24. – I. Æthelberht, kenti király
- Æthelfrith, berniciai király
- Agilulf, longobárd király
- Sæberht, essexi király

## Fordítás
- Ez a szócikk részben vagy egészben  a(z)   616 című angol Wikipédia-szócikk ezen változatának fordításán alapul.  Az eredeti cikk szerkesztőit annak laptörténete sorolja fel. Ez a jelzés csupán a megfogalmazás eredetét és a szerzői jogokat jelzi, nem szolgál a cikkben szereplő információk forrásmegjelöléseként.